# Aranda-Gletscher
Der Aranda-Gletscher (spanisch Glaciar Aranda) ist ein Gletscher an der Nordküste der Livingston-Insel im Archipel der Südlichen Shetlandinseln. Er liegt südlich des Playa Aranda auf der Westseite des Kap Shirreff.
Chilenische Wissenschaftler benannten ihn nach Óscar Aranda Valverde, Offizier an Bord der Piloto Pardo bei der 20. Chilenischen Antarktisexpedition (1965–1966).